# Austin 7
L'Austin 7, prononcée à l'anglaise seven, est une automobile fabriquée par le constructeur britannique Austin de 1922 à 1939. Surnommée la « Baby Austin » en raison de ses dimensions réduites, elle demeure l'un des modèles les plus célèbres de l'histoire de l'automobile anglaise, tant son succès fut immense. Produite à plus de 290 000 exemplaires, elle sera largement fabriquée (après accords commerciaux) par d'autres constructeurs automobiles tels que BMW (de fin 1928 à 1932) et Nissan.

## Histoire

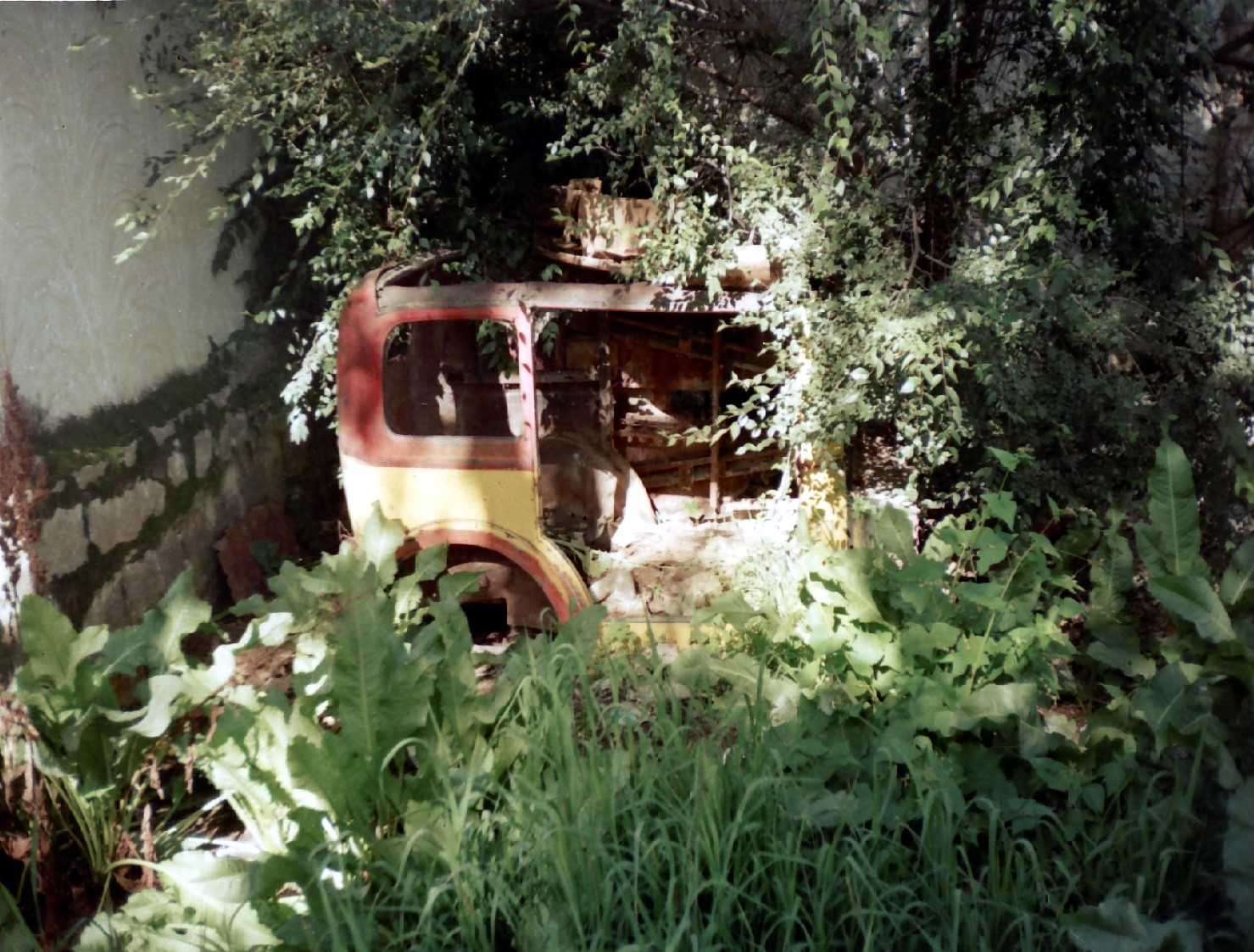
Vestiges de la Baby Austin du 13e dalaï-lama (Lhassa, 1993).

Austin construisait des grosses voitures jusqu'à la Première Guerre mondiale mais, en 1909, ils vendirent une monocylindre construite par la Swift de Coventry, appelée Austin 7hp.
En 1920, Sir Herbert Austin commença à travailler sur un concept de voiture plus petite dans le but premier de rencontrer la demande des jeunes familles d'acquérir une voiture automobile qui ne soit pas impayable. Cette idée a été renforcée par l'introduction de la « Horsepower Tax » en 1921, taxe de roulage proportionnelle à la puissance du véhicule. Son projet marquait alors une virevolte complète par rapport au passé conservateur de son entreprise, et il rencontra des oppositions considérables de la part du conseil d'administration, de l'équipe de direction et des actionnaires. Lorsque la société se trouva finalement en redressement judiciaire, Sir Austin décida de porter le projet à son compte et engagea en 1921 un jeune dessinateur de 18 ans, Stanley Edge, qui travaillait à l'usine Austin de Longbridge, Birmingham, pour aider à dresser des plans complets. Ce travail fut accompli dans la salle de billard de la résidence d'Austin.
Edge parvint à convaincre Austin d'utiliser un petit moteur quatre cylindres. Le moteur original à soupapes latérales avait une cylindrée de 696 cm3 (55 mm × 77 mm) développant 7,2 ch. Le bloc cylindres en fonte avait une culasse détachable et était monté sur un carter en aluminium. Le vilebrequin reposait sur un roulement à rouleaux et deux roulements à billes, et les extrémités étaient lubrifiées par éclaboussement. Edge réalisa aussi les plans d'autres éléments mécaniques comme la boîte de vitesses à trois rapports et l'embrayage. Austin, quant à lui, s'occupait surtout du style et des carrosseries, qui semblait s'inspirer des Peugeot Quadrilette. On pense aussi que le dessin du châssis « A » fut influencé par celui du camion américain utilisé à l'usine de Longbridge au début des années vingt.
Les plans furent terminés en 1922, trois prototypes furent assemblés dans une zone réservée de l'usine de Longbridge, et la voiture fut annoncée au public en juillet 1922. Sir Austin avait investi une grande part de son capital dans la mise au point et fit breveter de nombreuses innovations en son nom propre. En retour d'investissement, il perçut des royalties de deux guinées (deux livres sterling et deux shillings ou encore £2,10) sur chaque voiture vendue.
Près de 2 500 voitures furent assemblées la première année de production (1923), pas autant qu'espéré, mais en quelques années, la « grosse voiture en miniature » balaya l'industrie des cyclecars et transforma la fortune de la société Austin. La production cessa en 1939 avec 290.000 voitures et camionnettes produites.

## Châssis
L'Austin 7 était considérablement plus petite que la Ford T. L'empattement était de seulement six pieds trois pouces (1 905 mm) et la voie de quarante pouces (1 016 mm). Elle était aussi beaucoup plus légère, moins de la moitié du poids de la Ford à 794 livres (360 kg). Le moteur nécessaire aux performances adéquates était donc aussi réduit et le quatre-cylindres de 747 cm3 était très bien adapté malgré sa modeste puissance de seulement 10 ch.
Le châssis prit la forme d'un « A » où le moteur fut monté entre les sections avant. La suspension arrière était assurée par des ressorts quart-elliptiques fixés à l'arrière du châssis tandis que la suspension avant était assurée par un ressort semi-elliptique transversal à fixation centrale. Les premières voitures n'avaient pas d'amortisseurs. Il y avait des freins aux quatre roues, mais au début les freins avant étaient actionnés à la main et les freins arrière au pied, ils ne furent finalement couplés qu'en 1930.
Le châssis et la voie arrière furent rallongés de six pouces (15 cm) à la fin de 1931.
La direction se faisait par vis sans fin et roue complète.

## Moteur et transmission

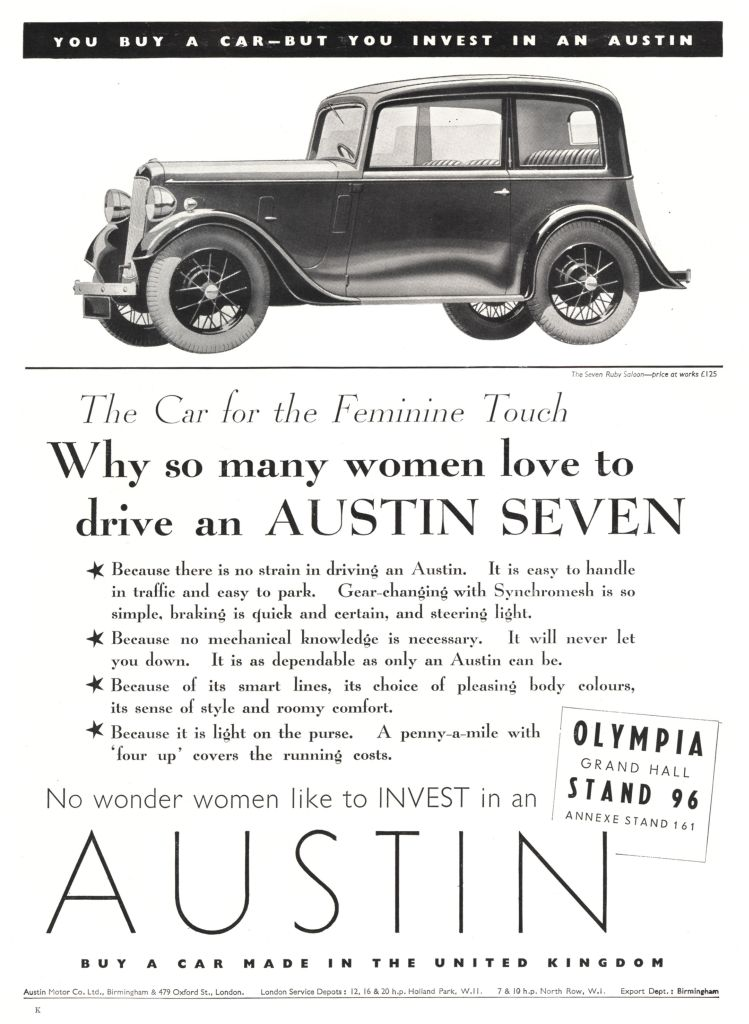
Publicité de 1937.

Le moteur quatre-cylindres d'origine avait un alésage de 54 mm et une course de 76 mm, donnant 696 cm3 et une puissance nominale de 7,2 ch. En mars 1923, l'alésage fut augmenté à 56 mm, donnant 747 cm3 et produisant 10,5 ch. Le moteur à soupapes latérales était composé d'un carter en aluminium, d'un bloc et d'une culasse en fonte. Le refroidissement se faisait par thermosiphon, sans pompe à eau, et l'alternateur était entraîné par les pignons de synchronisation.
Les grands paliers de bout de vilebrequin étaient lubrifiés par jets provenant d'une galerie creusée adéquatement dans le carter. Le vilebrequin était monté sur deux roulements à billes à l'avant et des rouleaux à l'arrière, passant à trois roulements à billes en 1936. Un démarreur électrique fut ajouté en novembre 1923. Les premières voitures utilisaient un allumage par magnéto, remplacé par une bobine en 1928.
La boîte à trois vitesses et marche arrière était intégrée au moteur. Une boîte à quatre vitesses fut introduite en 1932, la synchronisation sur les troisièmes et quatrièmes rapports en 1933, étendue à la deuxième vitesse en 1934.
L'essieu arrière était de type conique spirale avec des rapports entre 4,4: 1 et 5,6: 1. Un tube de torsion court part en avant du carter de différentiel vers un palier et le support d'essieu sur l'élément de traverse arrière.
Reliant utilisa un moteur Austin 7 modifié pour leurs premiers tricycles, avant de développer un moteur en alliage d'aluminium.

## Gordon England

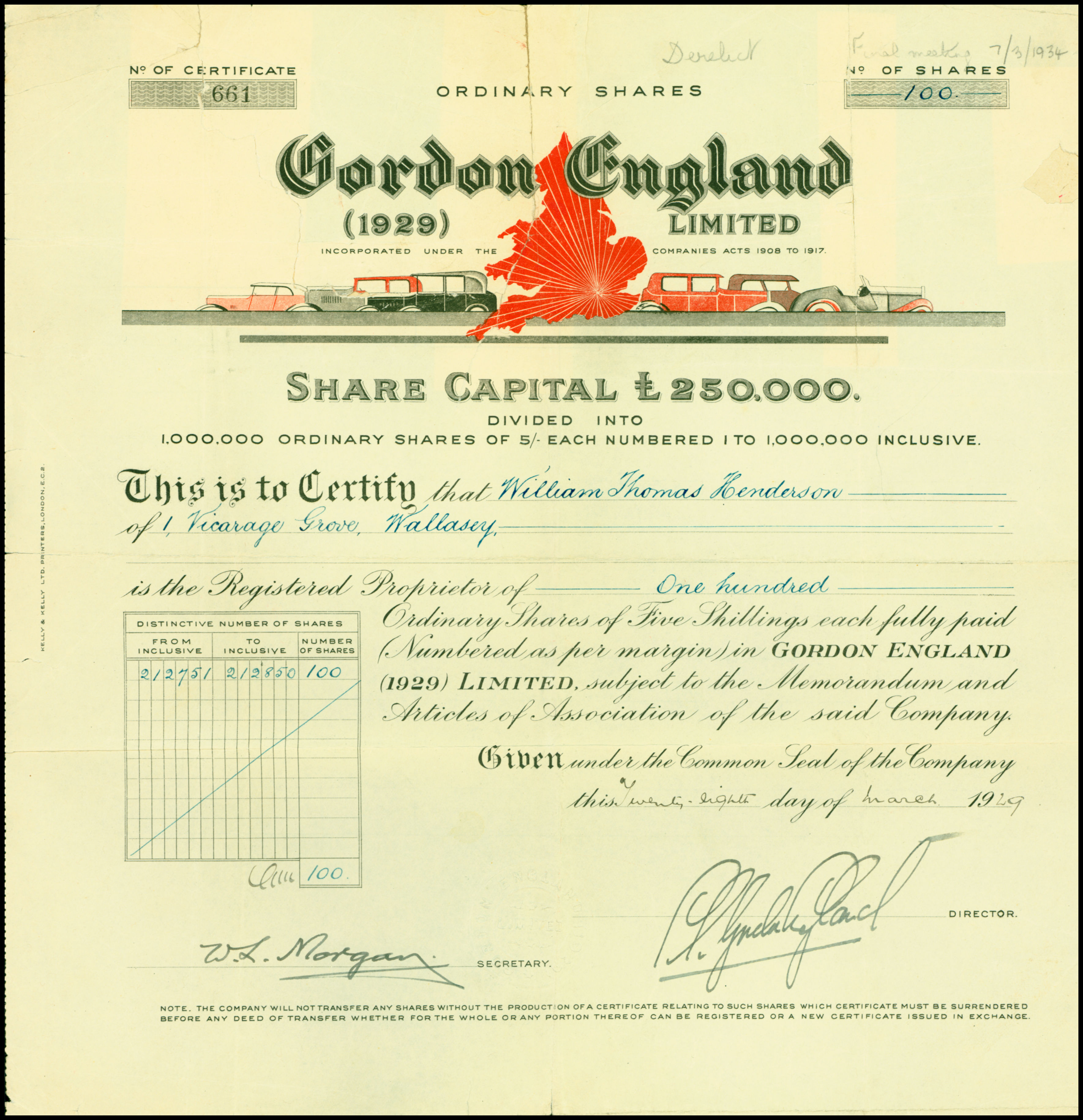
Action du Gordon England (1929) Ltd. en date du 28 mars 1929.

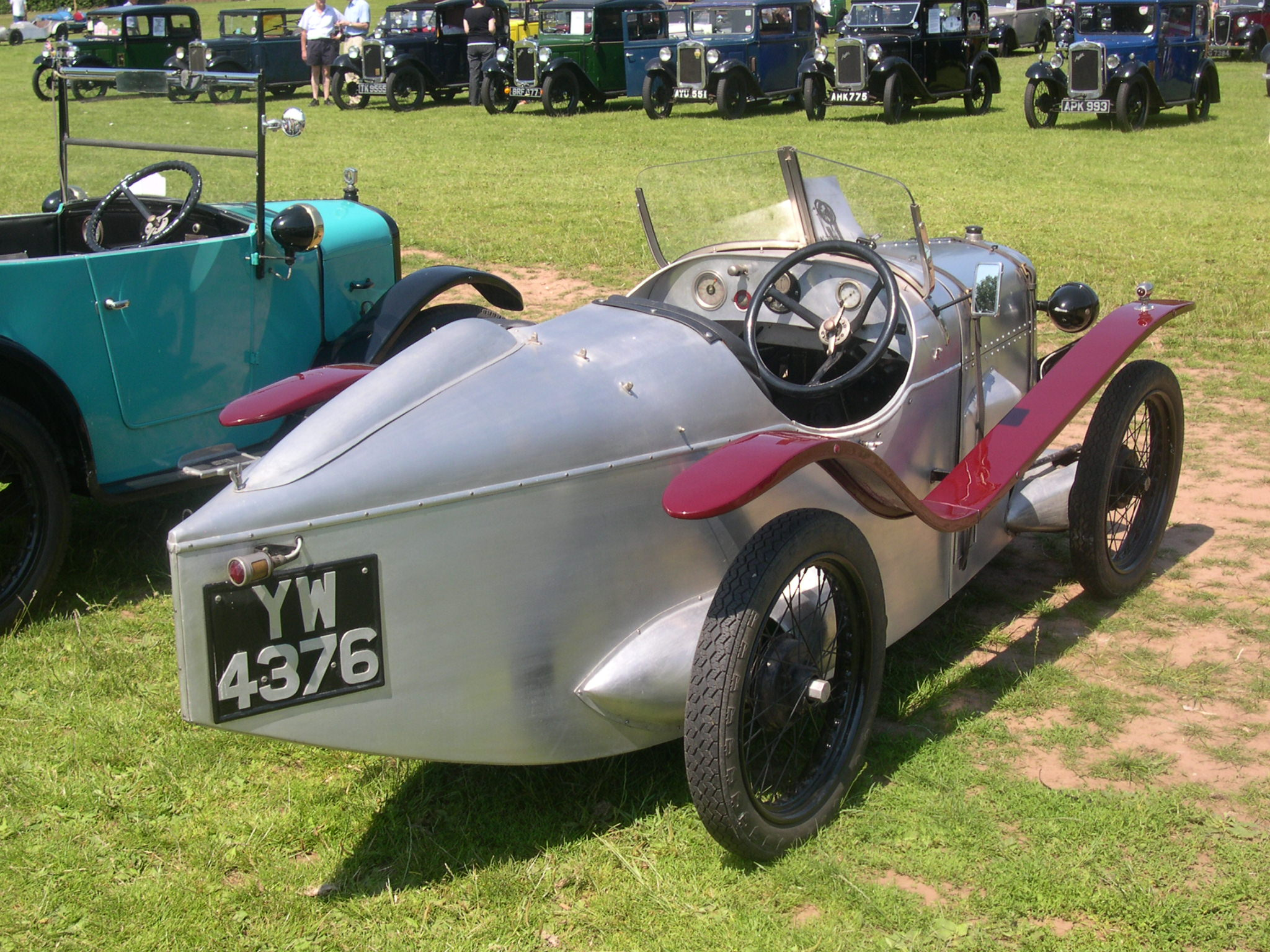
Réplique de la Gordon England de Brooklands.

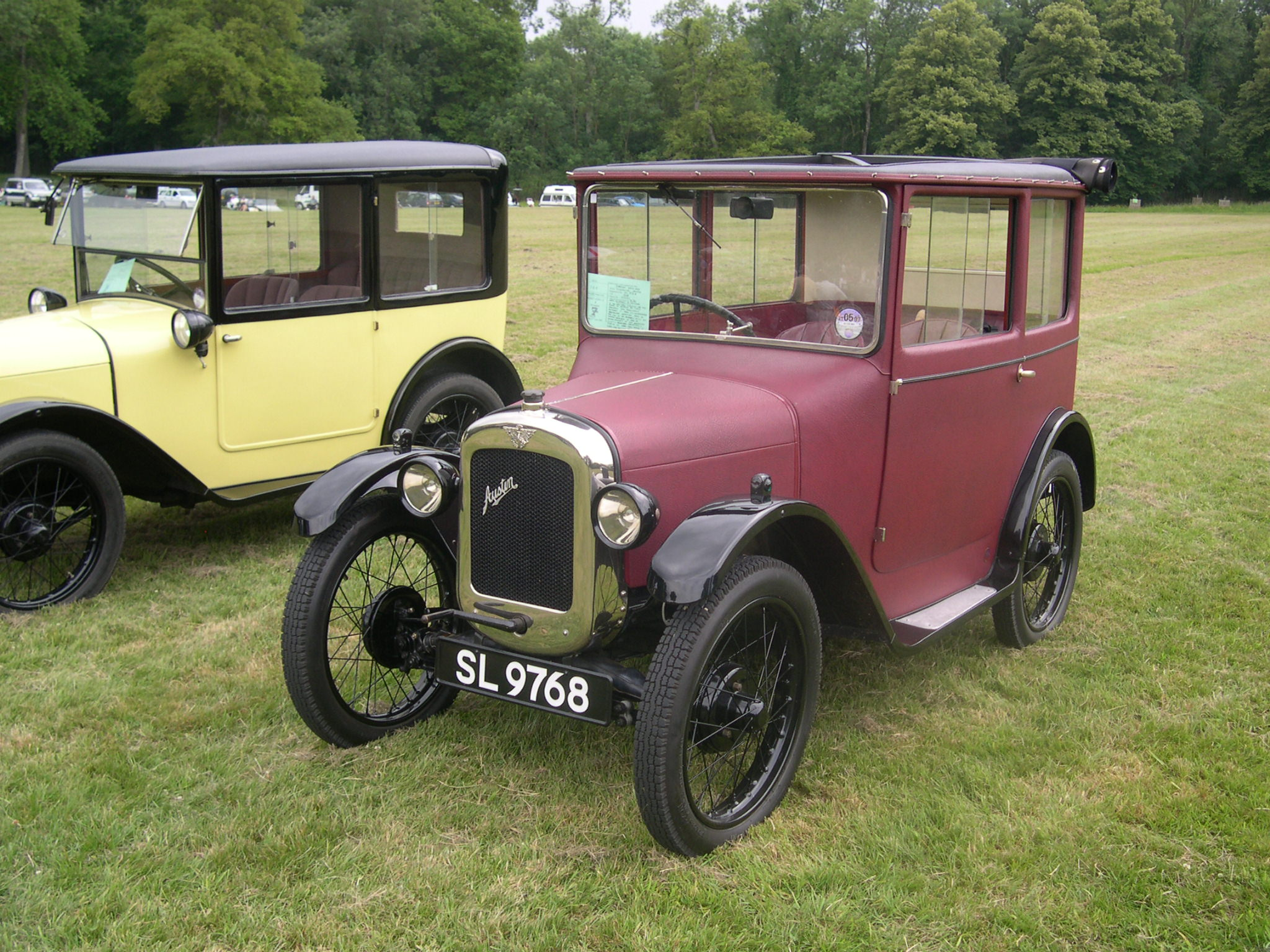
Berline Gordon England Sunshine numéro 263.

Le beau-fils d'Herbert Austin, Arthur Waite, engrengea rapidement de remarquables prouesses sportives, d'abord à Brooklands en mars 1923 et le mois suivant à Monza. Un autre pilote, E C Gordon England, persuada Sir Herbert de lui procurer une 7 de course. Waite et le chef testeur Lou Kings affrontèrent alors une série d'échecs dus à l'inadaptation aux conditions de course de la lubrification du moteur. Pendant ce temps, Gordon England volait de succès en succès en établissant six nouveaux records à Brooklands, au volant de sa voiture deux places munie d'une carrosserie de sa fabrication pesant moins de dix kilos. Il l'inscrivit à la classe des moins de 1 100 cm3 de la course du « Junior Car Club 200 miles » à Brooklands en octobre 1923. Il termina second et battit cinq autres records.
Les nouveaux modèles de sport furent proposés dès janvier 1924, la Sport et la Brooklands Super-sports. La Brooklands Super-sports était une réplique de la voiture briseuse de records de Gordon England. Chaque voiture vendue était munie d'un certificat du circuit de Brooklands prouvant une vitesse d'au moins 80 miles/h, soit 125 km/h. En 1925, Gordon England tenait 19 records dans la classe des 750 cm3.

## Premières berlines Austin Seven par Gordon England
La première berline Austin 7 fut fabriquée par la carrosserie du pilote. Gordon England fut un concepteur d'avions chez Bristol Aeroplane Company. La carrosserie en toile de sa petite berline, basée sur les principes utilisés en aviation, était la plus petite voiture fermée au monde. La carrosserie pesait quatorze kilos, moins que celle de la randonneuse ouverte, et la voiture proposée à 210 £ ne doublait pas le prix du châssis nu de 112 £. Cette voiture démontra l'existence d'un créneau pour une berline fermée en panneaux d'acier dans la gamme Austin 7, qui fut proposée dès septembre 1926 au prix de 165 £ (equivalent de £
9647 aujourd'hui).
Jusqu'à ce que les carrosseries en toile ne passent de mode au début des années trente, la Berline Gordon England Fabric « de luxe » resta au catalogue Austin à 20 £ de plus que la berline standard en acier. Elle y était accompagne par la deux places « Gordon England Cup ».

## Austin Seven Swallow

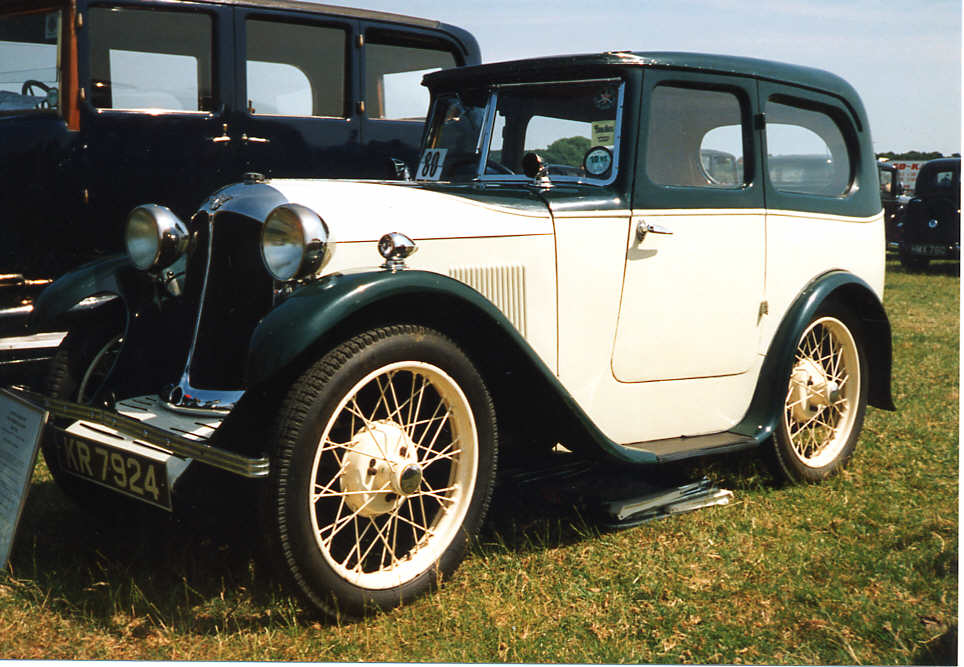
Berline Austin Seven Swallow de 1931.

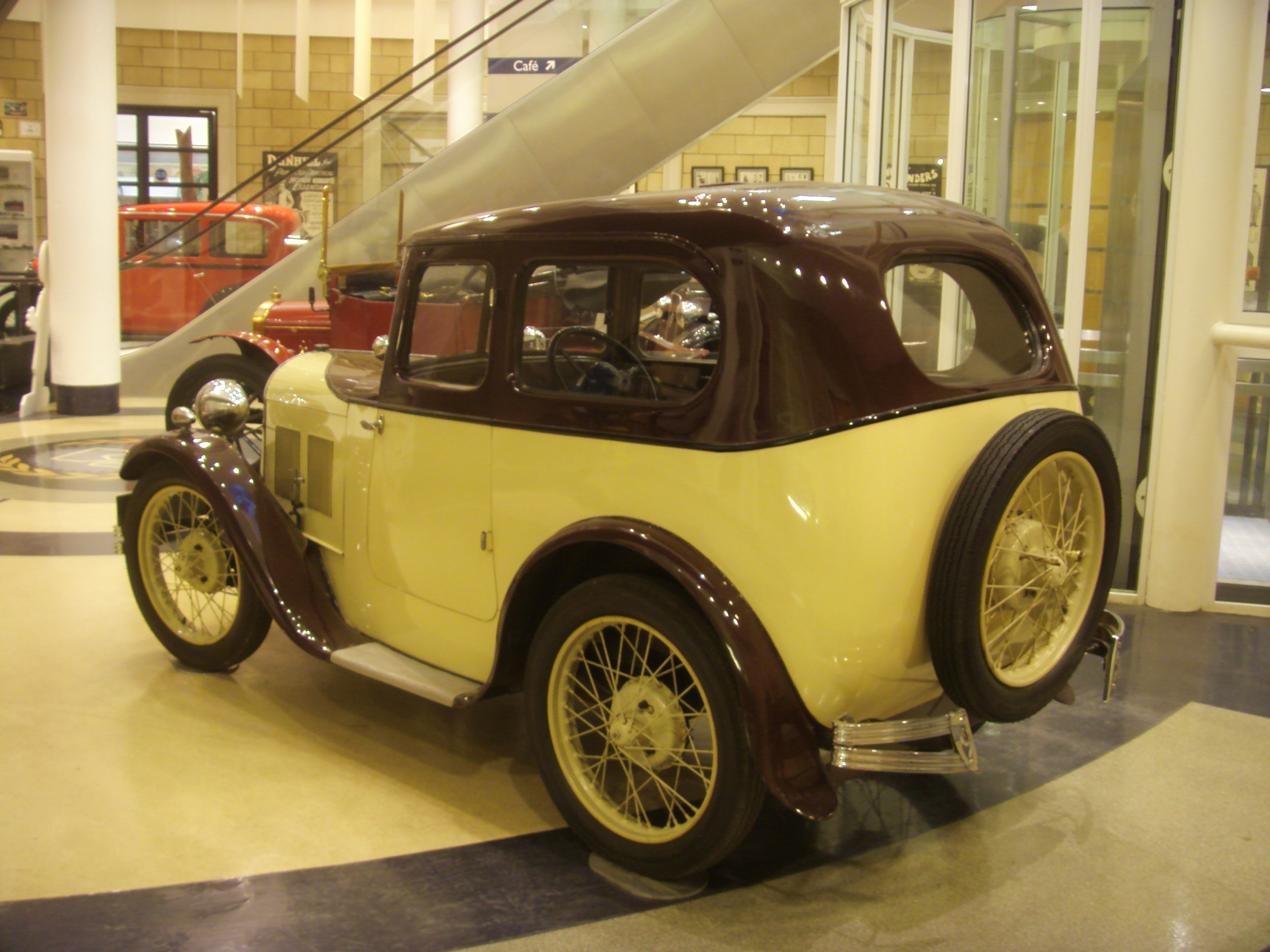
Austin 7 Swallow de 1931, de quart arrière.

En 1927, William Lyons, cofondateur de la Swallow Sidecar Company, entrevit les possibilités commerciales d'un recarrossage de l'Austin 7. Après avoir acheté un châssis chez le concessionnaire Parkers de Bolton, Lyons commissionna un employé talentueux de chez Swallow, le carrossier Cyril Holland, à la production d'une randonneuse ouverte se distinguant : la Austin Seven Swallow. Holland, qui rejoignit Swallow fin 1926, avait effectué son apprentissage chez Lanchester et allait devenir ingénieur carrossier en chef,. Le sommet de la mode des berlines du moment était d'avoir l'arrière de la carrosserie entièrement arrondi, en forme de dôme.
Avec sa finition deux-tons et un style emprunté à des voitures beaucoup plus chères de l'époque, à un prix très concurrentiel (175 £), la Swallow devint populaire et fut suivie en 1928 par une berline.
Approximativement 3 500 carrosseries tous styles confondus furent produites jusqu'en 1932, après quoi Lyons commença à produire ses propres voitures sous la marque SS.
La demande d'Austin Seven Swallows était telle que Lyons fut forcé de déménager en 1928 de Blackpool vers Coventry. C'est en partie le succès des Austin Swallows qui posa les fondations de ce qui devint en 1945 Jaguar Cars,.

## Productions sous licence
- Allemagne : 
  - En 1927, la société Dixi, basée à Eisenach acquiert une licence pour produire l'Austin Seven en Allemagne. Après avoir importé 50 exemplaires du modèle britannique, le 1er janvier 1928, Dixi présente la Dixi 3/15 DA (DA pour Fabrication Allemande) équipée d'un moteur 4 cylindres de 750 cm3 refroidi par eau, modèle qui va devenir le plus célèbre de la production Dixi. Le 1er octobre 1928, BMW rachète Dixi et poursuit la production du modèle avec l'emblème BMW sous le nom de BMW 3/15 PS jusqu'au 1er mars 1932, date d'expiration de la licence.
  - Le constructeur Willys-Overland Crossley, basé à Berlin-Adlershof, a également construit l'Austin 7 sous licence.
- Australie : Des châssis nus ont été exportés vers l'Australie pour y recevoir des carrosseries de fabrication locale entre 1924 et 1934.
- États-Unis : Différentes versions de l'Austin 7 ont été fabriquées sous licence par American Austin de 1930 à 1934.
- France : En 1927, Lucien Rosengart et l'ingénieur Jules Salomon décident de se lancer dans la construction automobile. Pour cela, la société Rosengart achète une licence de l'Austin 7 dont la production débute en 1928 pour se terminer en 1954.
- Japon : À partir de 1934, Datsun commence la production de l'Austin 7 sous licence ce qui a été le plus grand succès d'Austin dans l'octroi des licences internationales pour la "7". Ce fut aussi le début du succès international de la marque Datsun (devenue Nissan)[9]. Selon d'autres sources, Datsun aurait d'abord fabriqué des copies de l'Austin 7 sans licence[10]. Un second accord a été signé en 1952 pour que Nissan assemble 2 000 Austin importée en CKD et les vende sous la marque Austin au Japon. L'accord stipulait que Nissan fabriquerait l'ensemble des composants dans les 3 ans. Nissan les fabriqua de 1953 à 1959 avant de débuter la production de l'Austin A40 & A50. Entre 1953 et 1959, Nissan a fabriqué 20 855 Austin 7.

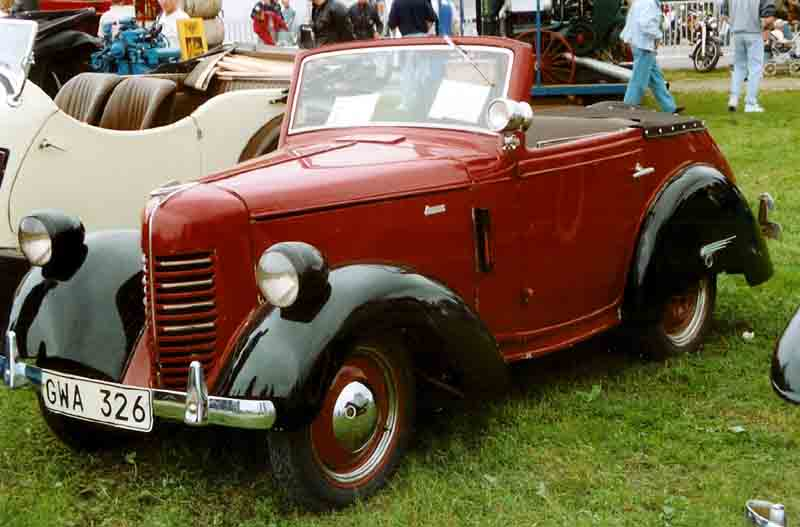
États-Unis : American Bantam de 1939.
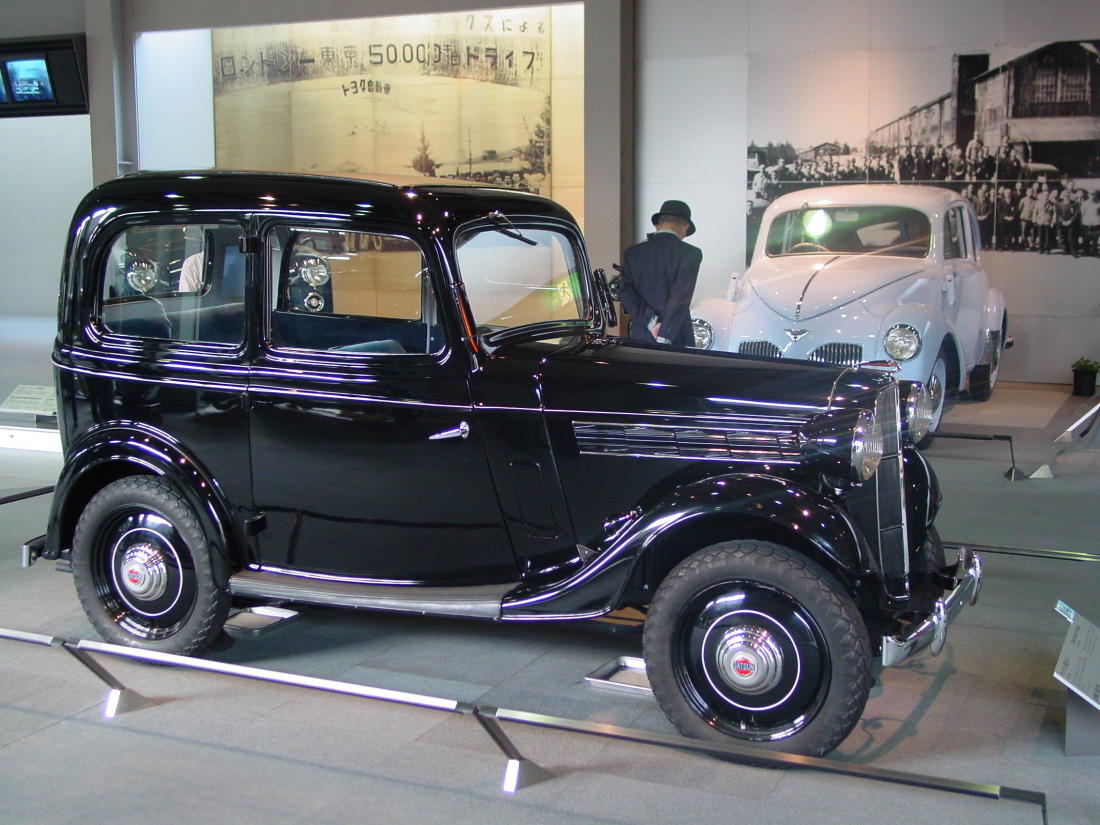
Japon : Nissan (Datsun) 16 de 1937.
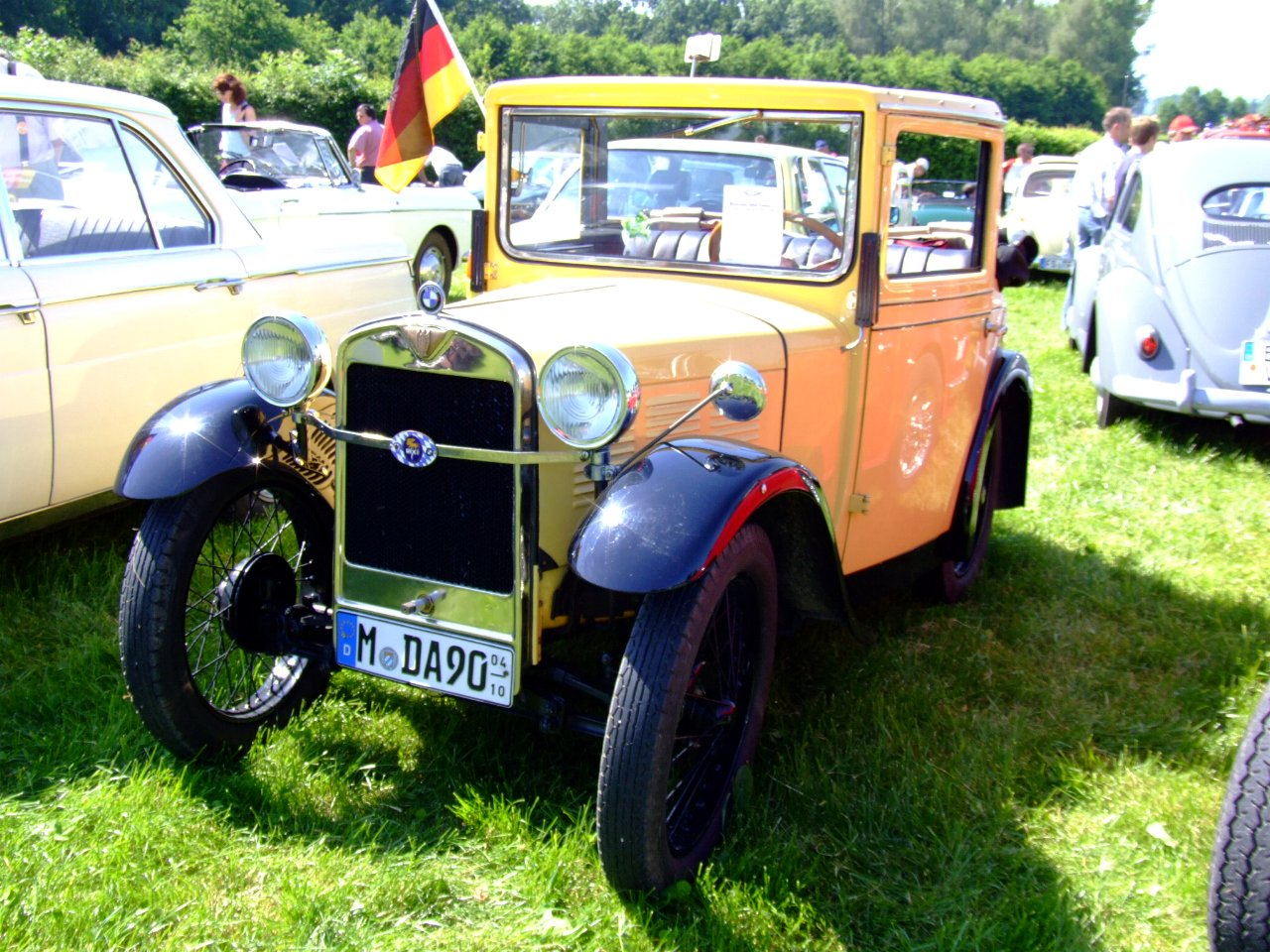
Allemagne : BMW (Dixi) 3/15 de 1930.
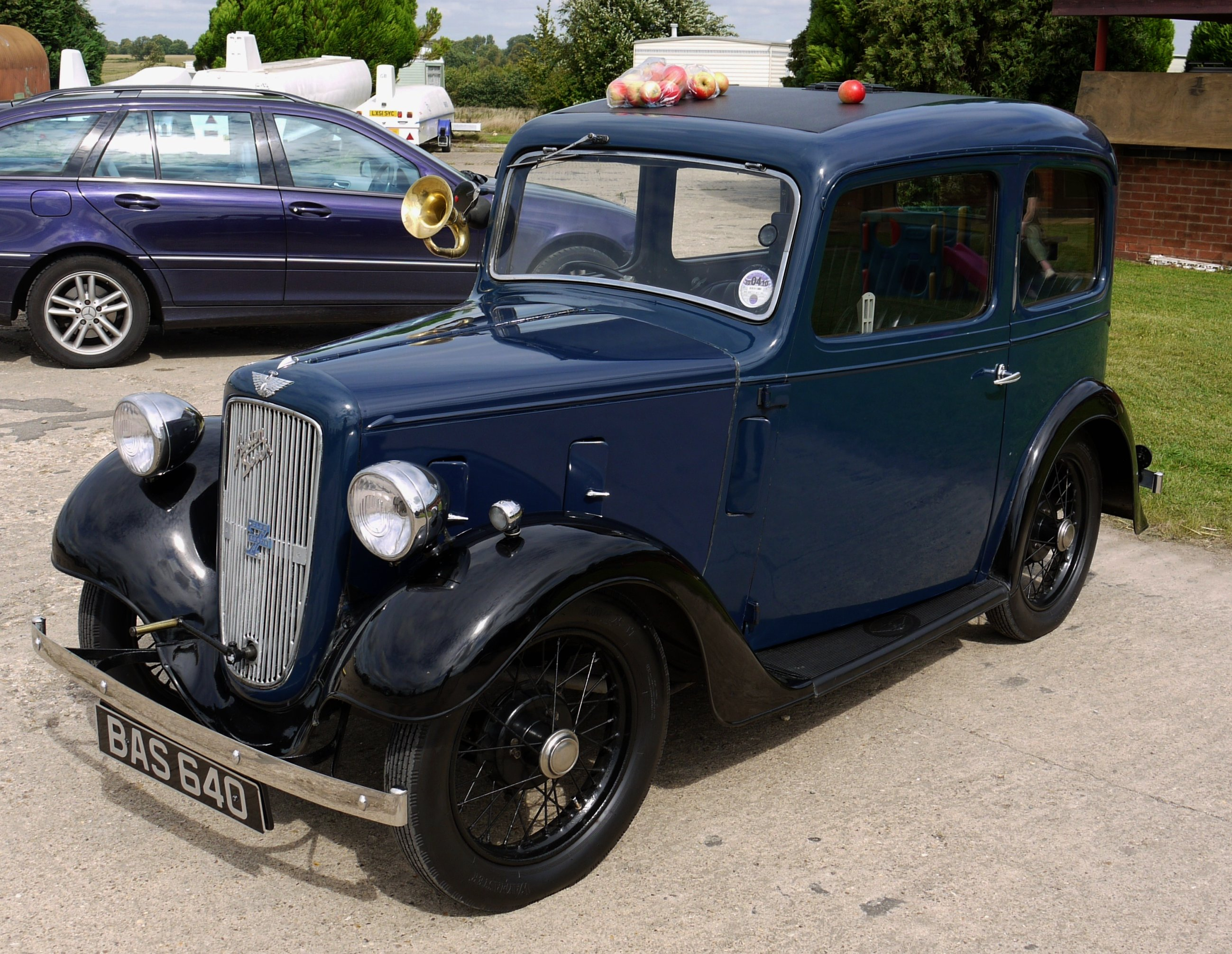
Austin Seven de 1936.

## Les Austin Seven carrossées en Australie
Après la Première Guerre mondiale, le gouvernement australien imposa l'importation de véhicules, et moins fortement les châssis roulants, afin de stimuler le développement d'une industrie automobile locale. Les châssis roulants moins taxés encouragèrent les carrossiers locaux qui établirent une industrie de carrosseries automobiles australiennes au début des années vingt.

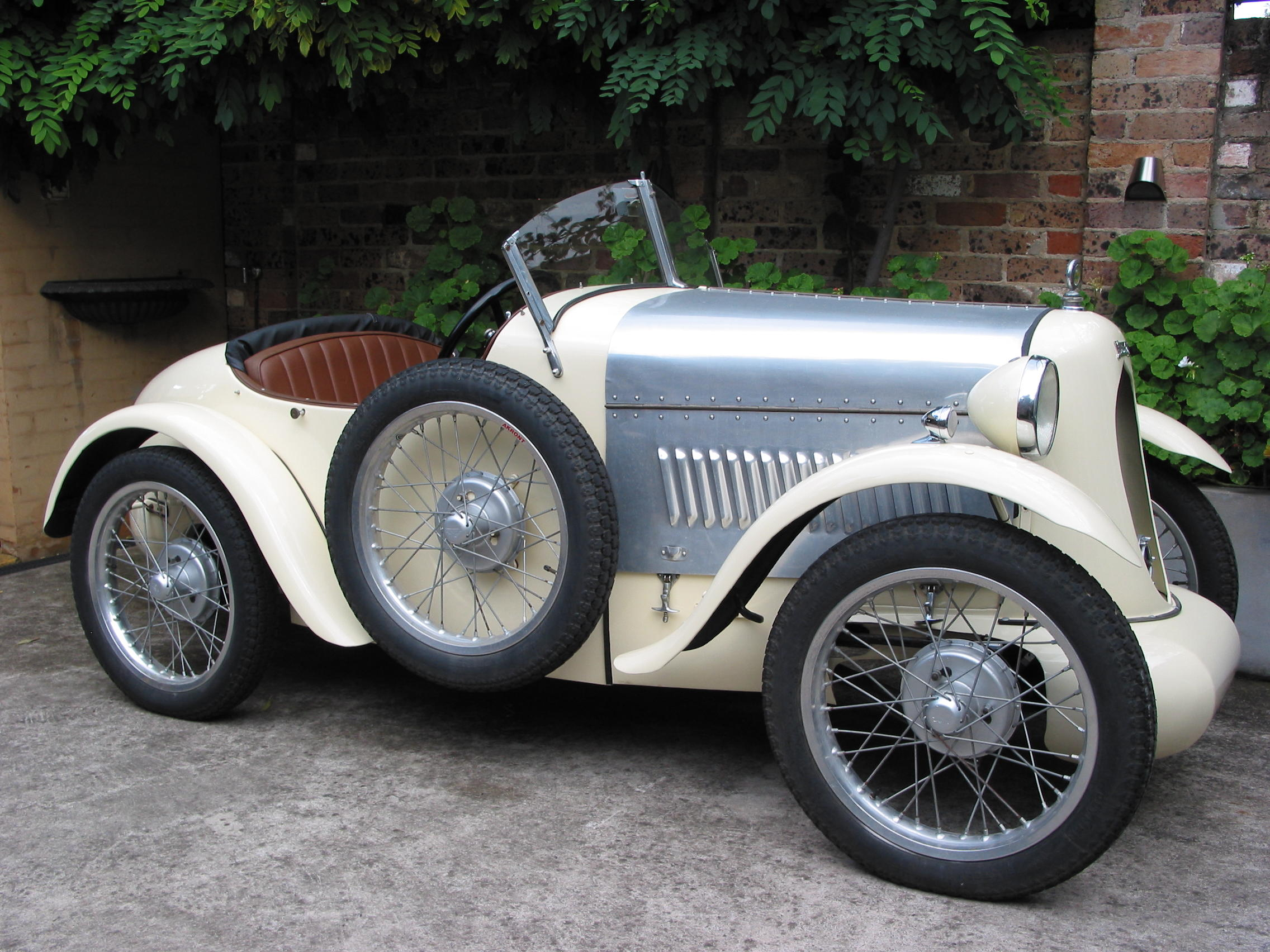
Austin 7 Meteor carrossée en 1929 (Carrossier A. Robinson & Co. Castlereagh St, Sydney).

Le plus grand et plus connu de ces carrossiers fut Holden's Motor Body Builders. Holden construisit des randonneuses et des roadsters basés sur le châssis de l'Austin 7 dès le milieu des années vingt.
Cependant, plusieurs carrossiers plus petits produisirent des petites séries de modèles de sport de l'Austin Seven entre 1924-34. Quelques exemples : la Standard Sports, produite par Flood Motor Body Works, St Kilda Road, Melbourne ; la Wasp (« guêpe ») construite par William Green, Parramatta Road, Petersham, Sydney ; la Moth construite par Geo Sykes, Gordon Road, Chatswood, Sydney ; la Comet construite par Bill Conoulty, Sydney ; et la Meteor. La Meteor fut assemblée par différents carrossiers (Flood Motor Body Works, St Kilda Road, Melbourne ; Jack Lonzar, Kent Town Adelaide ; et A Robinson & Co., 181 Castlereagh St, Sydney), avec des variations individuelles propres à chaque entreprise.

## Disposition
En 2007, Jeremy Clarkson et James May consacrèrent un épisode de Top Gear à l'étude de nombreuses premières conceptions de voitures (y compris la Ford T et la De Dion-Bouton Modèle Q) et conclurent que l'Austin Seven fut le premier véhicule de masse à être conçu de manière « conventionnelle », disposition qu'on trouve encore sur de nombreuses voitures actuelles (bien que la première voiture à utiliser cette disposition fut la Cadillac Type 53 en 1916).

## Carrosseries
On a regroupé ici les principales livrées recensées.

### Randonneuses

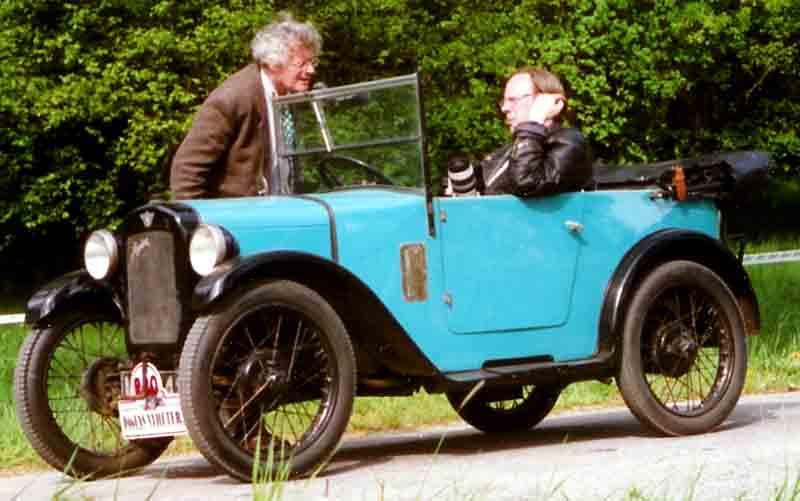
Austin 7 Chummy Tourer de 1929.

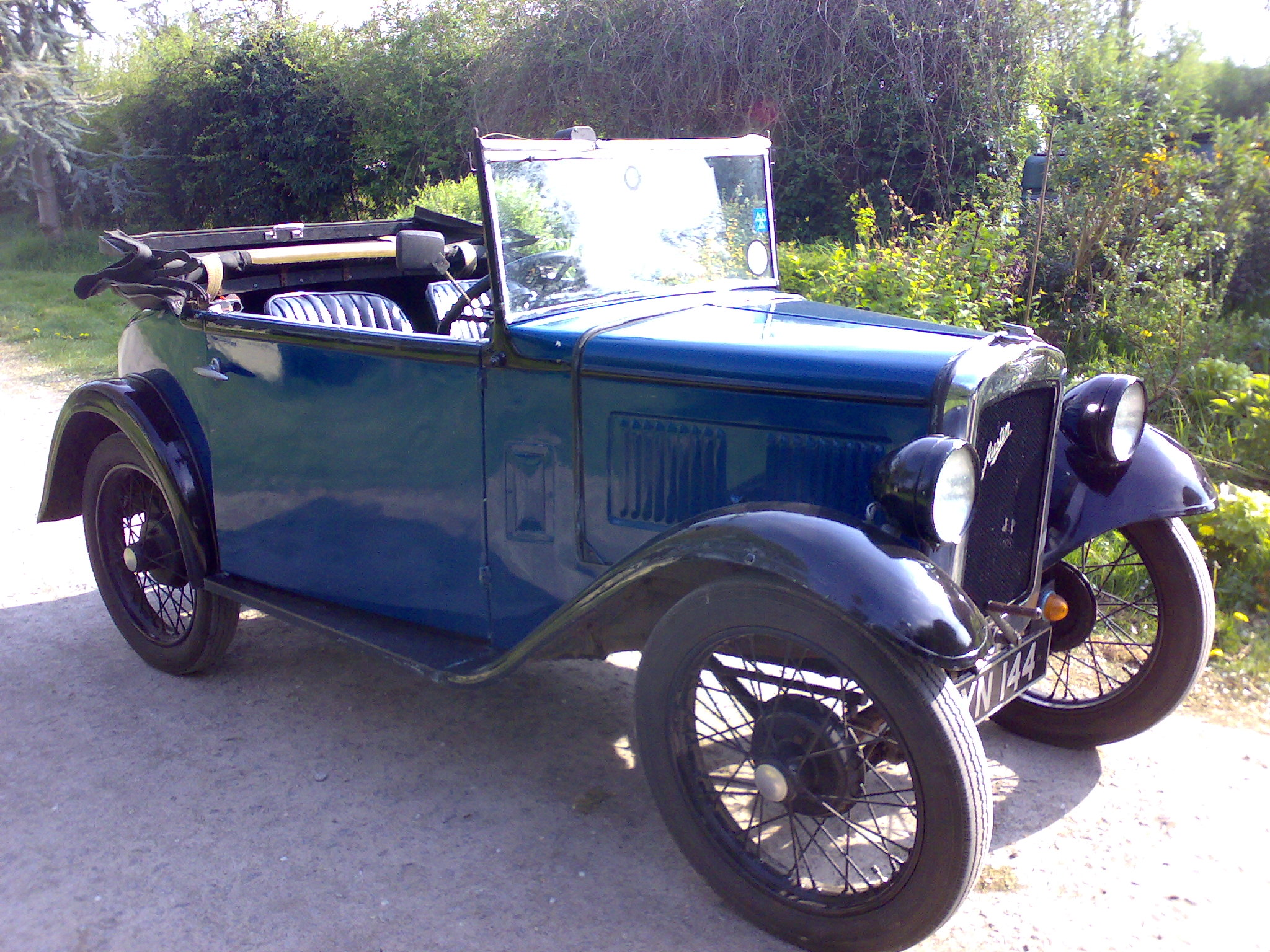
1934 Austin 7 PD Tourer (pre-Opal).

| Type | Nom                       | Description                                         | Entre | Et   |
| ---- | ------------------------- | --------------------------------------------------- | ----- | ---- |
| XL   |                           | prototypes                                          | 1922  |      |
| AB   |                           | Quatre-places à carrosseries en aluminium           | 1922  | 1924 |
| AC   |                           |                                                     | 1924  | 1926 |
| AD   |                           | Quatre places                                       | 1926  | 1929 |
| AE   |                           | Quatre places, cinq centimètres plus large que l'AD | 1929  | 1929 |
|      |                           | Deux places                                         | 1929  | 1930 |
| AF   |                           | Quatre places, carrosserie acier                    | 1930  | 1932 |
| AH   |                           | Quatre places, carrosserie acier embouti            | 1932  |      |
| AAK  | Randonneuse tous-terrains | radiateur encapuchonné                              |       | 1934 |
| AH   |                           | Quatre places, carrosserie acier embouti            | 1932  |      |
| PD   |                           | Deux places                                         | 1934  |      |
| APD  | Opal                      | Deux places                                         | 1934  | 1936 |
| AAL  | Randonneuse tous-terrains | Roue de secours couverte                            | 1935  |      |
| AH   |                           | Quatre places, carrosserie acier embouti            | 1932  |      |
| APE  | Nouvelle Opal             | Deux places                                         | 1936  |      |

### Berlines

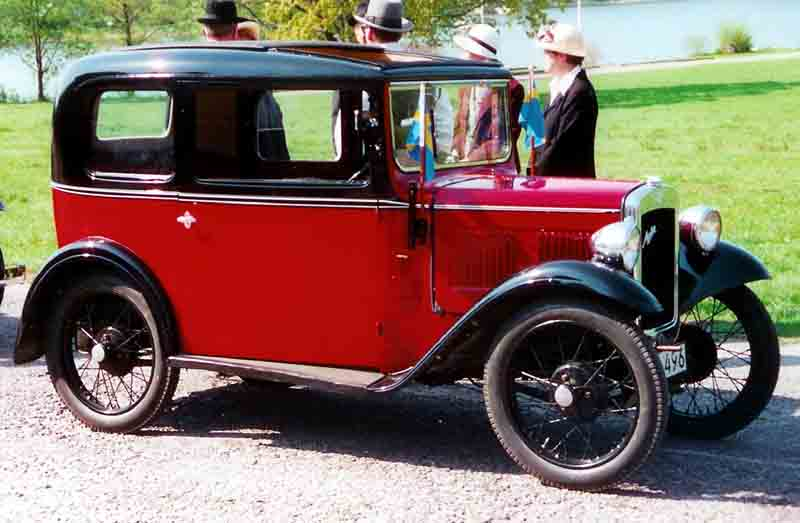
Berline Austin 7 de 1933.

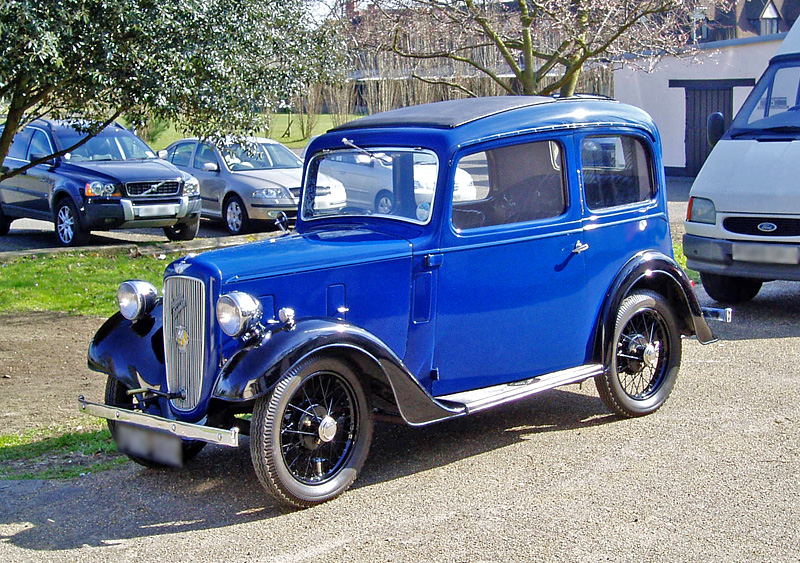
Berline Austin 7 « New Ruby ».

| Type | Nom               | Description                    | Entre | Et   |
| ---- | ----------------- | ------------------------------ | ----- | ---- |
| R    |                   | Berline aluminium ou toile     | 1926  | 1927 |
| RK   |                   | Berline aluminium ou toile     | 1927  |      |
| RL   |                   | Berline Acier                  | 1930  |      |
| RG   |                   | Berline Toile                  | 1930  |      |
| RN   |                   | Berline Acier empattement long |       |      |
| RP   |                   |                                | 1932  |      |
| ARQ  | Ruby              | Berline                        | 1934  | 122  |
| ARR  | « Nouvelle » Ruby | Berline                        | 1936  |      |

### Cabriolets

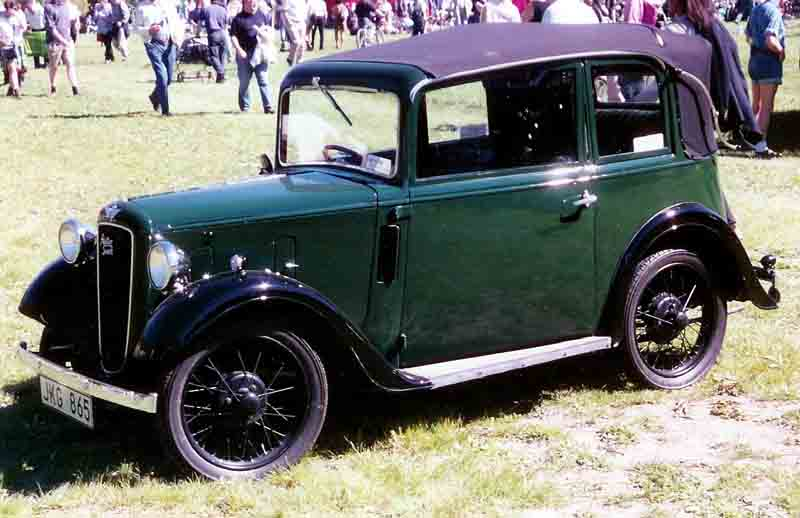
Austin 7 Pearl Cabriolet de 1935.

| Type | Nom           | Description                          | Entre | Et |
| ---- | ------------- | ------------------------------------ | ----- | -- |
| AC   | Pearl         | version Cabriolet de l'ARQ Ruby.     | 1934  |    |
| ACA  | « New » Pearl | version Cabriolet de l'ARR New Ruby. | 1936  |    |

### Sports

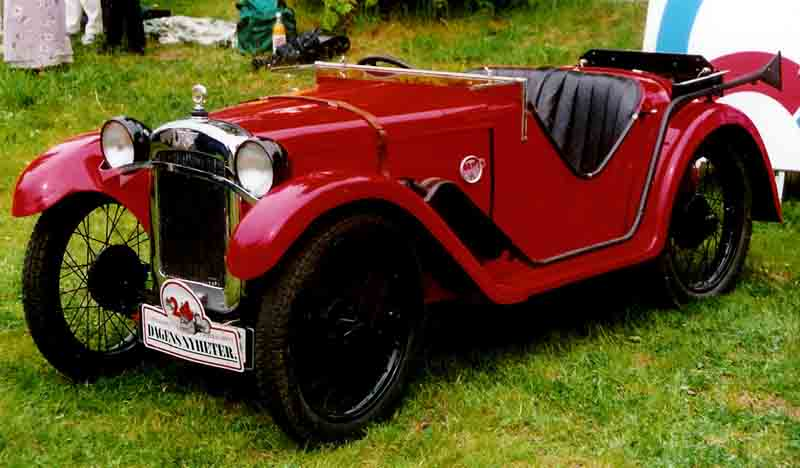
Austin 7 Ulster 2-places Sports 1930.

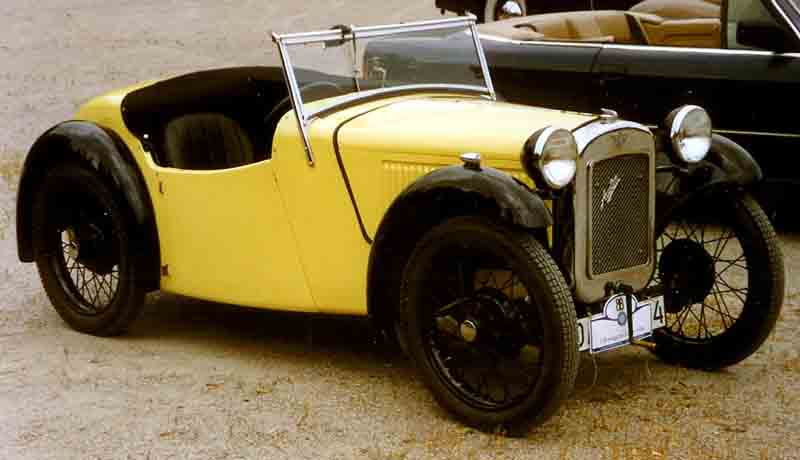
Austin 7 Nippy 2-places Sports 1934.

| Type           | Nom    | Description                                         | Entre | Et   |
| -------------- | ------ | --------------------------------------------------- | ----- | ---- |
| 50 mph         |        | Carrosserie Aluminium. Longue queue.                |       | 1926 |
| E Super Sports |        | Carrosserie aluminium, sans portes                  | 1927  | 1928 |
| EA Sports      | Ulster | Carrosserie aluminium, sans portes                  |       |      |
| EB 65          | 65     | Carrosserie Aluminium, ailes acier. Queue arrondie. | 1933  | 1934 |
| AEB            | Nippy  | Tout acier                                          | 1934  | 1937 |
| EK 75          | Speedy | Carrosserie aluminium. Queue en pointe.             |       |      |
| AEK            | Speedy | Renommage de l'EK 75                                |       | 1935 |

### Coupés
| Type   | Nom | Description | Entre | Et   |
| ------ | --- | ----------- | ----- | ---- |
| Type B |     | Toile       | 1928  | 1931 |

### Camionnettes

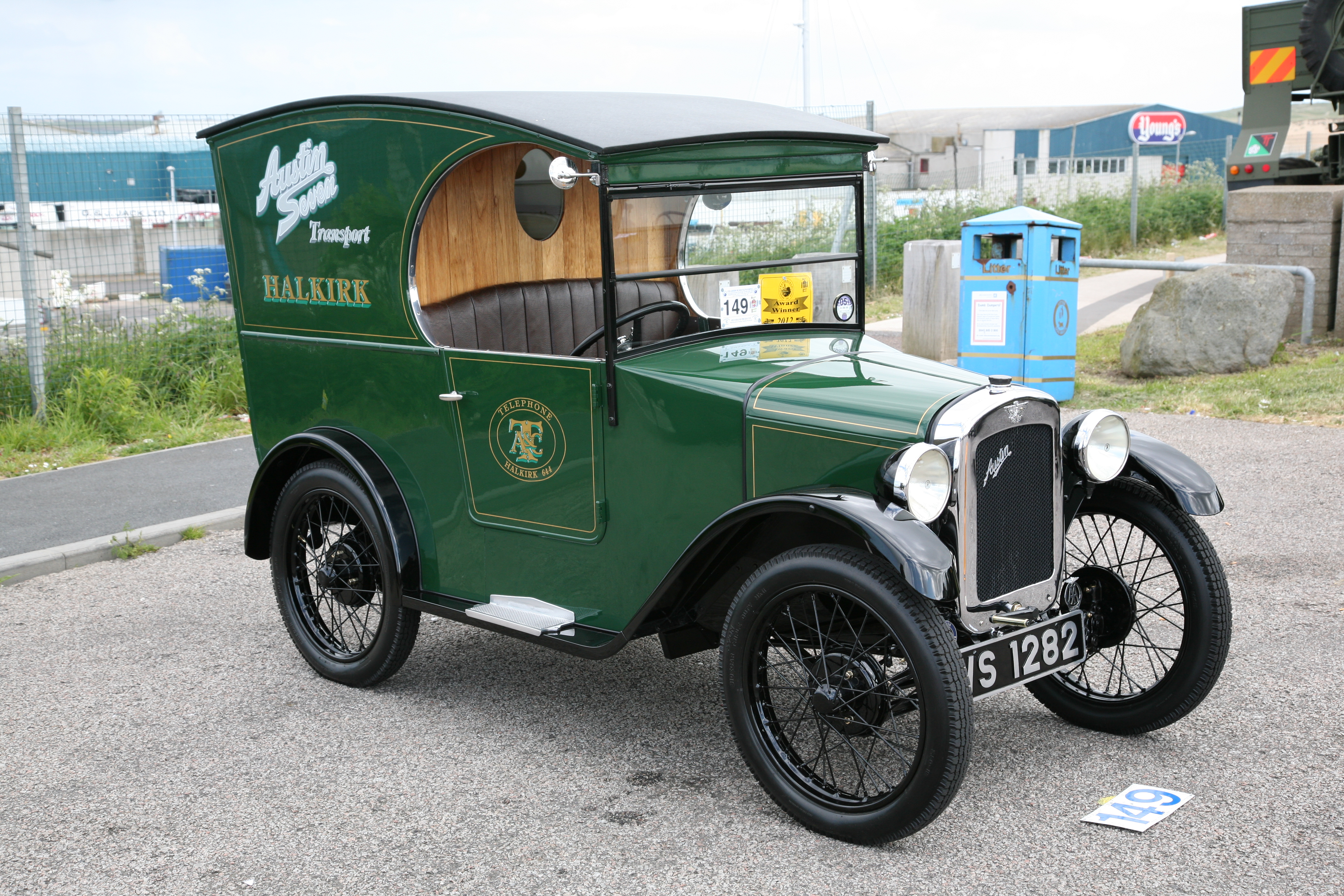
Camionnette typique, 1929.

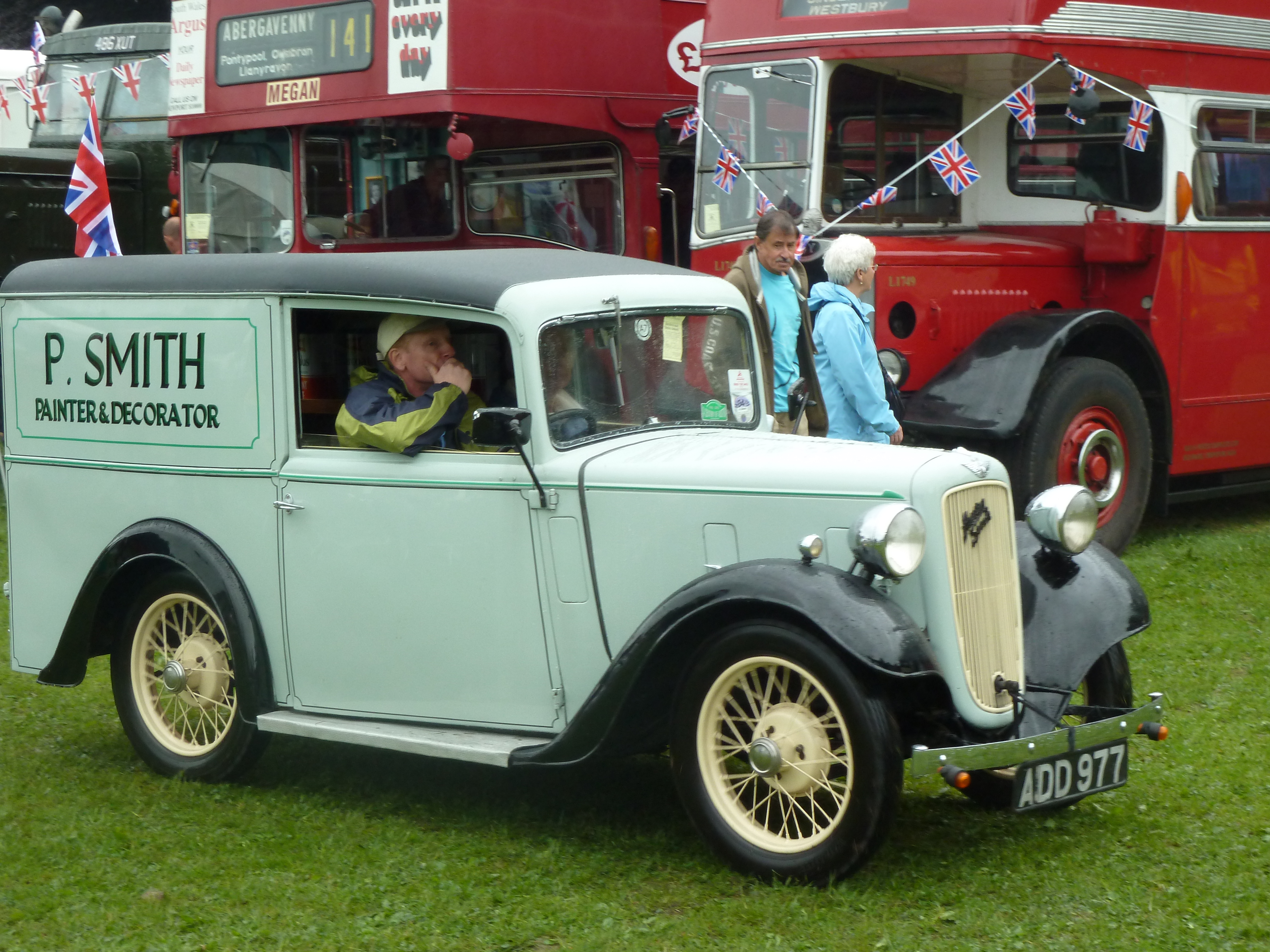
Photographiée en 2012.

| Type          | Nom | Description           | Entre | Et   |
| ------------- | --- | --------------------- | ----- | ---- |
| AB, AC and AD |     | Randonneuse convertie | 1923  | 1927 |
| AE            |     |                       | 1929  | 1930 |
| RK            |     | Berline RK convertie  |       |      |
| RM            |     | Berline RL convertie  |       |      |
| RN            |     | Berline RN convertie  |       |      |
| RP            |     | Berline RP convertie  | 1933  |      |
| AVH           |     |                       |       |      |
| AVJ and AVK   |     | Ruby convertie        |       | 1939 |

## Sport moteur

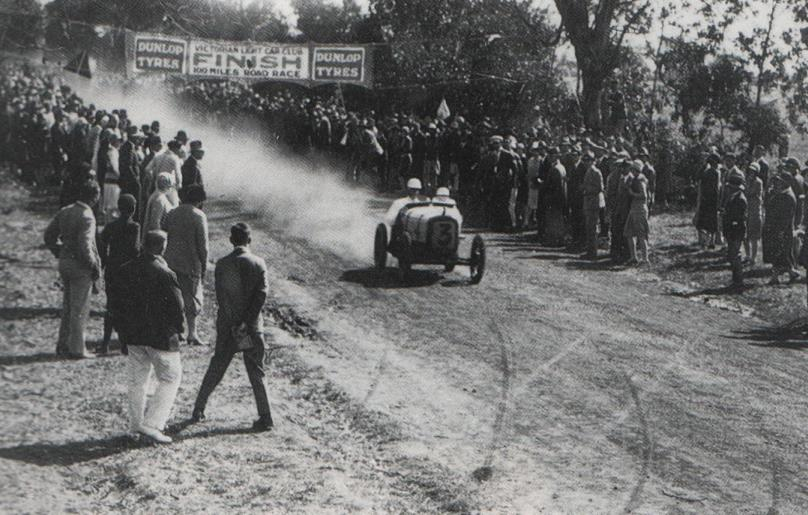
Arthur Waite gagna la course « 100 Miles Road Race » en 1928.

Arthur Waite gagna la course « 100 Miles Road Race » en 1928 (connue plus tard sous le nom du Grand Prix d'Australie de 1928), au volant d'une Austin 7.

## Austin Seven (1959-1961)
Le nom de la petite Austin d'avant-guerre est réutilisé par la marque comme appellation des versions rebadgées de la Morris Mini Minor, apparue en 1959. À partir de 1962, les versions commercialisées par Austin prennent le nom d'Austin Mini.